# أب تشنداران السفلي غلال (تشين)
أب تشنداران السفلی غلال (بالفارسية: آب‌چنداران سفلی گلال) هي قرية تقع في إيران في قسم تشین الريفي. يقدر عدد سكانها بـ 444 نسمة .